# Jean Frédéric Oesinger
Jean Frédéric Oesinger (Strasbourg, 20 juin 1658 - 14 décembre 1737, Strasbourg) a été ammestre de la ville de Strasbourg en 1734.

## Biographie
Jean Frédéric Oesinger est le fils du notaire impérial David III Oesinger et de Apolline Steudel.
Licencié en droit, Jean Frédéric est admis à La Tribune des tanneurs en 1689 et siège successivement au conseil des XV, conseil des XXI et puis au conseil des XIII. En 1734 il est élu ammestre de la ville de Strasbourg. Sous sa régence, la ville fit à l'État un don gratuit de 300 000 livres pour être exemptée de la levée de l'impôt du dixième. Le roi Louis XV accepta et confirma le privilège.
Il épouse en 1688 Einbetha Reisseissen, fille de Franciscus Reisseissen, ammestre, et de Salomé Wencker.
C'est l'ancêtre de la famille Oesinger.